# Perccottus glenii
Perccottus glenii Dybowski, 1877 è un pesce d'acqua dolce della famiglia Odontobutidae, l'unica specie del genere Perccottus.

## Distribuzione e habitat
L'areale naturale di questa specie comprende le regioni orientali della Siberia, la Manciuria e la Corea. È stato introdotto in Europa ed è molto comune in Russia, Ucraina, Bielorussia e Polonia (fiumi Vistola, Don, Dniestr e Dniepr) con segnalazioni anche da Ungheria e Slovacchia (bacino del Danubio). Non è confermata la presenza nel Po.

Vive nelle acque ferme e molto ricche di vegetazione degli stagni, lanche ed anche paludi. Può popolare acque a bassissimo contenuto di ossigeno; per la sua capacità di seppellirsi nel fango del fondale e di cadere in una sorta di letargo può sopravvivere anche al totale prosciugamento o congelamento dello stagno in cui vive.

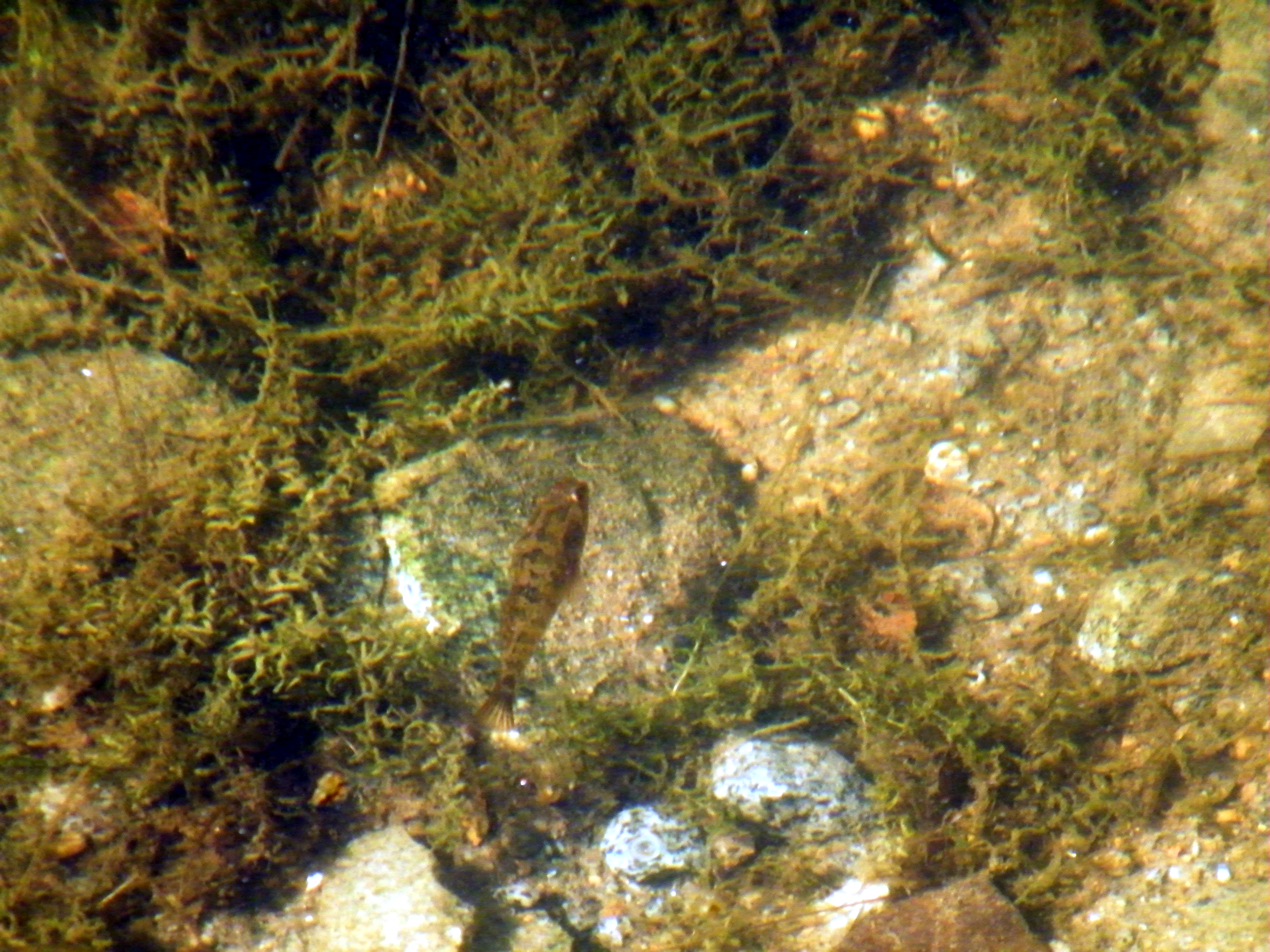
Un piccolo esemplare nel suo ambiente naturale

## Descrizione
Questo pesce è a prima vista simile allo scazzone o ad un ghiozzo, si può distinguere dal primo per l'assenza della linea laterale e delle scaglie e dai secondi per le pinne ventrali separate tra loro. 
Il corpo è mediamente slanciato e presenta una testa piuttosto grande ed occhi e bocca di dimensioni medie. Ha due pinne dorsali, entrambe senza raggi spinosi. La pinna caudale è arrotondata.

Il colore è brunastro o bruno verdastro con bande verticali più scure contornate di punti biancastri. Il maschio durante la frega sviluppa una piccola "gobba" sulla nuca ed assume una tinta scura o nera con brillanti punti verdi sul corpo e le pinne impari.

Misura fino a 25 cm ma abitualmente molto meno.

## Alimentazione
È un predatore di invertebrati e piccoli pesci.

## Riproduzione
Avviene alla fine della primavera o all'inizio dell'estate, le uova sono appiccicose e sono deposte in un nido che viene sorvegliato dal maschio. Gli avannotti sono pelagici.

## Effetti ecologici della sua introduzione
Si tratta di un vorace predatore di avannotti e di girini che fa rapidamente scomparire i pesci e gli anfibi dai corpi d'acqua in cui vive.